# Šentrupert (gmina Šentrupert)
Šentrupert – wieś w Słowenii, siedziba gminy Šentrupert. W 2018 roku liczyła 307 mieszkańców.